# Меттью Етерінгтон
Меттью Етерінгтон (англ. Matthew Etherington, нар. 14 серпня 1981, Труро) — англійський футболіст, що грав на позиції лівого півзахисника, зокрема, за клуби «Вест Гем Юнайтед» та «Сток Сіті», а також молодіжну збірну Англії.

## Клубна кар'єра
У дорослому футболі дебютував 1996 року виступами за команду клубу «Пітерборо Юнайтед» у Другому дивізіоні Футбольної ліги, наступного року команда опустилася до Третього дивізіону, де Етерінгтон провів наступні два з половиною сезони.
Наприкінці грудня 1999 року разом з партнером по команді Саймоном Девісом перейшов до вищолігового «Тоттенгем Готспур». У складі лондонської команди мав зовсім небагато ігрового часу і частину 2001 року провів в оренді у «Бредфорд Сіті» з Першого дивізіону Футбольної ліги. Повернувшись з оренди, почав частіше виходити на поле у складі «Тоттенгема», проте стабільним гравцем основного складу не став.
У серпні 2003 року залишив «Тоттенгем Готспур» і перейшов до «Вест Гем Юнайтед» як частина угоди про перехід у зворотньому напрямку французького нападника  Фредеріка Кануте. «Вест Гем» саме понизився у класі до другого за силою дивізіону англійського чемпіонату, де протягом двох сезонів Етерінгтон став ключовим гравцем середини поля своєї нової команди і 2005 року допоміг їй повернутися до Прем'єр-ліги. В елітному дивізіоні також починав як гравець основного складу «Вест Гема», проте з 2007 року поступово почав отримувати менше ігрового часу, а з приходом наступного року на місце головного тренера команди італійця Джанфранко Дзоли, який взяв курс на омолодження складу, став здебільшого використовуватися як гравець резерву.
8 січня 2009 року перейшов до  складу «Сток Сіті» за орієнотовні 2 мільйони фунтів. У цій команді на наступні чотири з половиною сезони знову отримав статус основного виконавця на лівому фланзі півзахисту. Влітку 2013 року новим головним тренером команди став Марк Г'юз, який змінив її тактичну схему, і по ходу сезону 2013/14 визначив, що під цю схему на позиції Етерінгтона краще підходить марокканець Усама Ассаїді.
Тож по завершені сезону Етерінгтон залишив «Сток Сіті» і деякий час тренувався з «Міллволлом», гравцем якого, утім, так й не став, оскільки почали проявлятися негативні наслідки давньої травми спини, і в грудні того ж 2014 року 33-річний гравець оголосив про завершення футбольної кар'єри.

## Виступи за збірні
1999 року дебютував у складі юнацької збірної Англії (U-20). Того ж року провів три матчі за молодіжну збірну країни.